# Henry Sidgwick
Pour les articles homonymes, voir Sidgwick.
Henry Sidgwick (prononcer « sidjouïck », phon. /ˈsɪdʒwɪk/), né le 31 mai 1838 à Skipton dans le Yorkshire, et mort le 28 août 1900 à Cambridge, est un philosophe anglais dont les travaux ont porté sur l'économie et la morale. Il fut avec Jeremy Bentham et James Mill, l'un des grands penseurs de ce qu'on appelle aujourd'hui l'utilitarisme classique. Il est aussi épistémologue, économiste, humaniste, théoricien politique, historien de la politique, parapsychologue et théoricien de l’éducation et de la pédagogie. Sa pensée a beaucoup influencé l’éthique et la politique anglo-américaine de son époque. Il est l'époux et collabore avec la mathématicienne et féministe Eleanor Mildred Sidgwick.

## Biographie
Son père, le Révérend W. Sidgwick, issu d’une grande famille de fabricants de coton, pasteur de l’église d’Angleterre, fut nommé, en 1836, directeur de la Ermysted's Grammar School pour garçons de Skipton, dans le Yorkshire. Il décéda en 1841. Henry Sidgwick était alors âgé de trois ans. Henry Sidgwick avait deux frères et une sœur, il eut en plus un frère et une autre sœur, qui moururent respectivement en 1840 à l'âge de quatre ans et en 1844 à l'âge de neuf ans. Henry Sidgwick fut scolarisé à domicile jusqu'en 1848. Les deux années suivantes, il étudia à l'école de jour, le Bishop's College. En 1850, il fut considéré comme étant suffisamment âgé pour quitter la demeure familiale, il rejoignit ses deux frères aînés dans une école de Blackheath sous la responsabilité du Pasteur H. Dale, connu à l'époque, comme traducteur scolaire de Thucydide. Sa mère, consciente de la grande intelligence de son fils, décida de lui donner la meilleure éducation possible et le plaça à l'école Rugby, école dans laquelle son cousin, Edward White Benson, qui devint ensuite son beau-frère, était professeur. Lorsque la mère d'Henry Sidgwick s'installa, en juin 1853, à Bristol, Henry cessa d'être pensionnaire à l'école Rugdby. Les Benson, qui étaient devenus récemment orphelins, et dont l'ainé n'était autre qu'Edward, vinrent s'installer avec Madame Veuve Sidgwick, étant donné qu'ils étaient ses neveux
En octobre 1855, il quitta la demeure familiale pour la même université que celle dans laquelle son père avait fait ses études, à Trinity College (Cambridge). Il y résida jusqu’à sa mort, en 1900. En 1876, il épousa Eleanor Mildred Balfour la sœur d’un de ses anciens étudiants, Arthur James Balfour, neveu de Lord Salisbury. À l’issue d’une brillante carrière d’étudiant en mathématiques et sciences humaines, Sidgwick devint en 1859 maître de conférences au Trinity College of Cambridge, une branche de l’Université de Cambridge. Il conserva ce poste jusqu’en 1869, date à laquelle il démissionna en raison de la loi qui exigeait de se soumettre aux Trente-Neuf Articles de l’Église d’Angleterre, qu’il ne pouvait honnêtement respecter, il doutait alors fortement dans ses convictions religieuses. Tant que la législation de maître de conférences demeura ainsi, il fut affecté à un poste qui ne répondait pas à cette contrainte religieuse. Lorsqu’en 1885 cette dernière fut abrogée, il retrouva son poste de maître de conférences. En 1883 il fut élu à la Chaire Knightbridge de Professeur de Philosophie Morale.
Tout au long de sa carrière universitaire il enseigna les sciences humaines, la philosophie morale et politique et n’enseigna jamais dans une autre université. Lorsqu’on lui proposa d’enseigner à Harvard en 1900 il refusa, il n’était pas intéressé. Ce refus s’explique aussi en raison du nombre important de réformes qu’il fit à l’université de Cambridge. En effet, Henry Sidgwick fonda en 1871 l’une des premières universités pour femmes d’Angleterre, l’Université de Newnham Cambridge dans laquelle il donna de sa personne, investit beaucoup d’argent et d’efforts. En 1882 il créa avec Edmund Gurney (1847-1888), psychologue anglais et maître de conférence à Cambridge, Frederic William Henry Myers (1843-1901), poète et écrivain anglais conférencier en Lettres Classiques au Trinity College, William Fletcher Barrett (1844-1925), professeur anglais de physique à l'Université de Dublin, et Edmund Dawson Rogers (1823-1910), journaliste anglais, l’Association pour la Recherche Psychique (Society for Psychical Research) dont il fut le premier président et pour laquelle il dirigea avec sa femme de nombreux projets. De même il était un participant actif à la politique universitaire, il introduisit de nouvelles disciplines étrangères à l’enseignement académique de l’époque et travailla avec ardeur pour le développement des études scientifiques au sein de l’université. De même, il rendit les études universitaires plus accessibles aux couches défavorisées de la société en introduisant l’enseignement par correspondance, les cours du soir, en créant l’Université des Travailleurs, entre autres. En 1886 il intégra le Liberal Unionist Party, qui devint plus tard le Parti Conservateur.
Cette démarche pour rendre accessible au plus grand nombre les études supérieures avait aussi un but politique, celui de surmonter les conflits entre les différentes classes de la société britannique de l’époque et les dissensions sociales que créaient ces conflits.

## Sidgwick et l'utilitarisme
Sidgwick adhère à l'utilitarisme de John Stuart Mill. Mais, dans l'utilitarisme, il rejette l'empirisme, l'égoïsme psychologique et le réductionnisme. Dans son œuvre maîtresse, The Methods of Ethics (1874), il part des principes éthiques du sens commun et montre qu'on peut les ramener à trois « méthodes » compatibles entre elles : l'intuitionnisme, l'utilitarisme, l'égoïsme éthique. Il défend alors un intuitionnisme philosophique qui soutient un ensemble de principes abstraits ou d'axiomes qui reviennent à l'utilitarisme classique : un principe d'universalisabilité (ce qui est bon pour soi doit l'être également pour quiconque se trouve dans la même situation), un principe de prudence rationnelle (on doit accorder la même importance au futur et au présent), et le principe de bienveillance rationnelle : le principe de base est bien celui de l'utilité pour le plus grand nombre. Son intuitionnisme philosophique l'amena à donner « les critères de la vérité et de l'erreur » et un triple critère de la vérité : clarté, cohérence, consensus. Il y présente également le Paradoxe de l'hédonisme ou paradoxe du plaisir.

## Sidgwick et la parapsychologie
Il a fondé la Society for Psychical Research, en 1882, avec de grands penseurs, Edmund Gurney, Frederic William Henry Myers, William Fletcher Barrett, et Edmund Dawson Rogers. Il en fut le premier président, Pour lui, « la preuve directe du prolongement de l'existence individuelle après la mort ne peut être dépourvue d'intérêt, ni d'un point de vue théologique, ni d'un point de vue éthique »

## Activités éditoriales
Henry Sidgwick a beaucoup écrit tout au long de sa vie mais son ouvrage le plus célèbre reste The Methods of Ethics (Méthodes Éthiques) de 1874 qui fit, de son vivant, l’objet de cinq éditions. Vient ensuite Outlines of the History of Ethics for English Readers (Esquisse de l’Histoire de l’éthique pour les lecteurs anglais) datant de 1886, version étendue de l'article avec lequel il contribua à l’élaboration de la neuvième édition de Encyclopedia Britannica. Furent aussi publiés de son vivant  The Principles of Political Economy (Principes d’économie politique-1883), The Elements of Politics (Eléments Politiques-1891), Practical Ethics, A Collection of Addresses and Essays (Éthique Pratique, ensemble de discours et d’essais-1898).

### Publications posthumes
Après sa mort, sa femme mit au point, avec ses anciens collègues, l’édition de Lectures on the Ethics of T.H. Green, H. Spencer, and J. Martineau (Cours sur l’éthique de T.H. Green, H. Spencer et J. Martineau-1902), Philosophy in its scope and relations (La portée et les relations de la philosophie-1902), The Development of European Polity (Le Développement de la politique Européenne-1903),Miscellaneous Essays and Addresses (Divers Discours et Essais-1904), Lectures on the Philosophy of Kant and Other Philosophical Lectures and Essays (Cours sur la philosophie de Kant et autres cours et essais-1905) et Henry Sidgwick, A Memoir, biographie qui résulte de la réunion, par Eleanor et Arthur Sidgwick, de la correspondance et du journal de Sidgwick, Londres, Macmillan, 1906.
Henry Sidgwick s’intéressait non seulement à la philosophie mais aussi à la théologie, il écrivit quelques articles sur la poésie, la littérature, de même qu’il était très actif dans les débats des associations telles que la Metaphysical Society et la Synthetic Society. Le philosophe était très apprécié en raison de sa culture intellectuelle variée, son humour et ses conversations sympathiques.

### Bibliographie

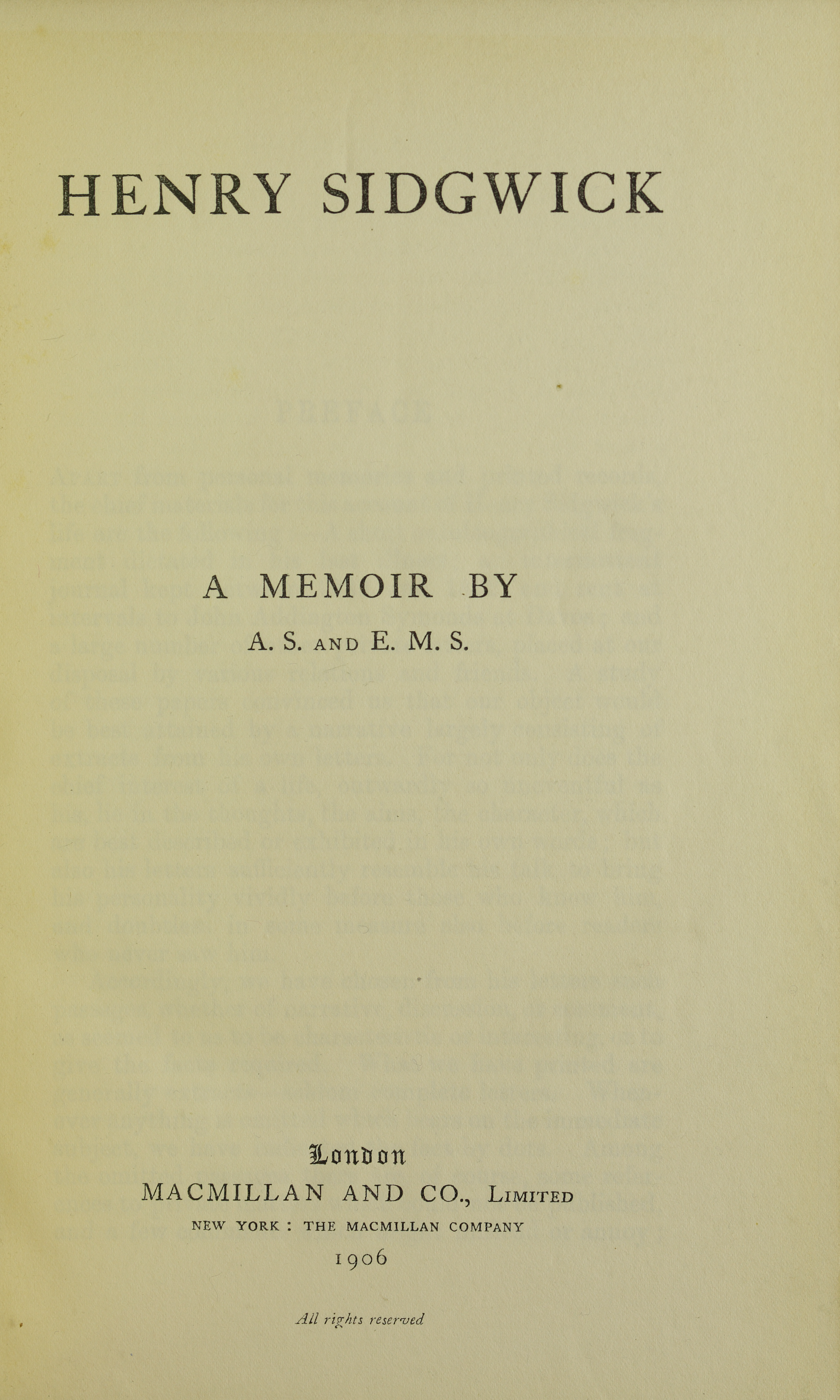
Arthur et Eleanor Mildred Sidgwick, Henry Sidgwick, 1906

### Publications
- (en) The Methods of Ethics. London, 1874, 7th ed. 1907.
- (en) Principles of Political Economy. London, 1883, 3rd ed. 1901.
- (en) Scope and Method of Economic Science. 1885.
- (en) Outlines of the History of Ethics. 1886, 5th ed. 1902 (enlarged from his article ethics in the Encyclopædia Britannica).
- (en) The Elements of Politics. London, 1891, 4th ed. 1919.
- (en) Practical Ethics. London, 1898, 2nd ed. 1909.
- (en) Philosophy; its Scope and Relations. London, 1902.
- (en) Lectures on the Ethics of T. H. Green, Mr Herbert Spencer and J. Martineau. 1902.
- (en) The Development of European Polity. 1903.
- (en) Miscellaneous Essays and Addresses. 1904.
- (en) Lectures on the Philosophy of Kant. 1905.